# Niedersächsische Staats- und Universitätsbibliothek Göttingen
Die Niedersächsische Staats- und Universitätsbibliothek Göttingen (kurz SUB Göttingen) ist die zentrale Universitätsbibliothek der Georg-August-Universität Göttingen und Bibliothek der Akademie der Wissenschaften zu Göttingen. Sie ist eine der größten wissenschaftlichen Bibliotheken Deutschlands. Aufgrund ihrer überregionalen Aufgaben in der Literaturversorgung erhielt sie 1949 die zusätzliche Bezeichnung Staatsbibliothek. Bekanntestes Werk ihres Bestands ist eine von vier vollständig erhaltenen Gutenberg-Bibeln, die zum Weltdokumentenerbe der UNESCO zählt.

## Geschichte

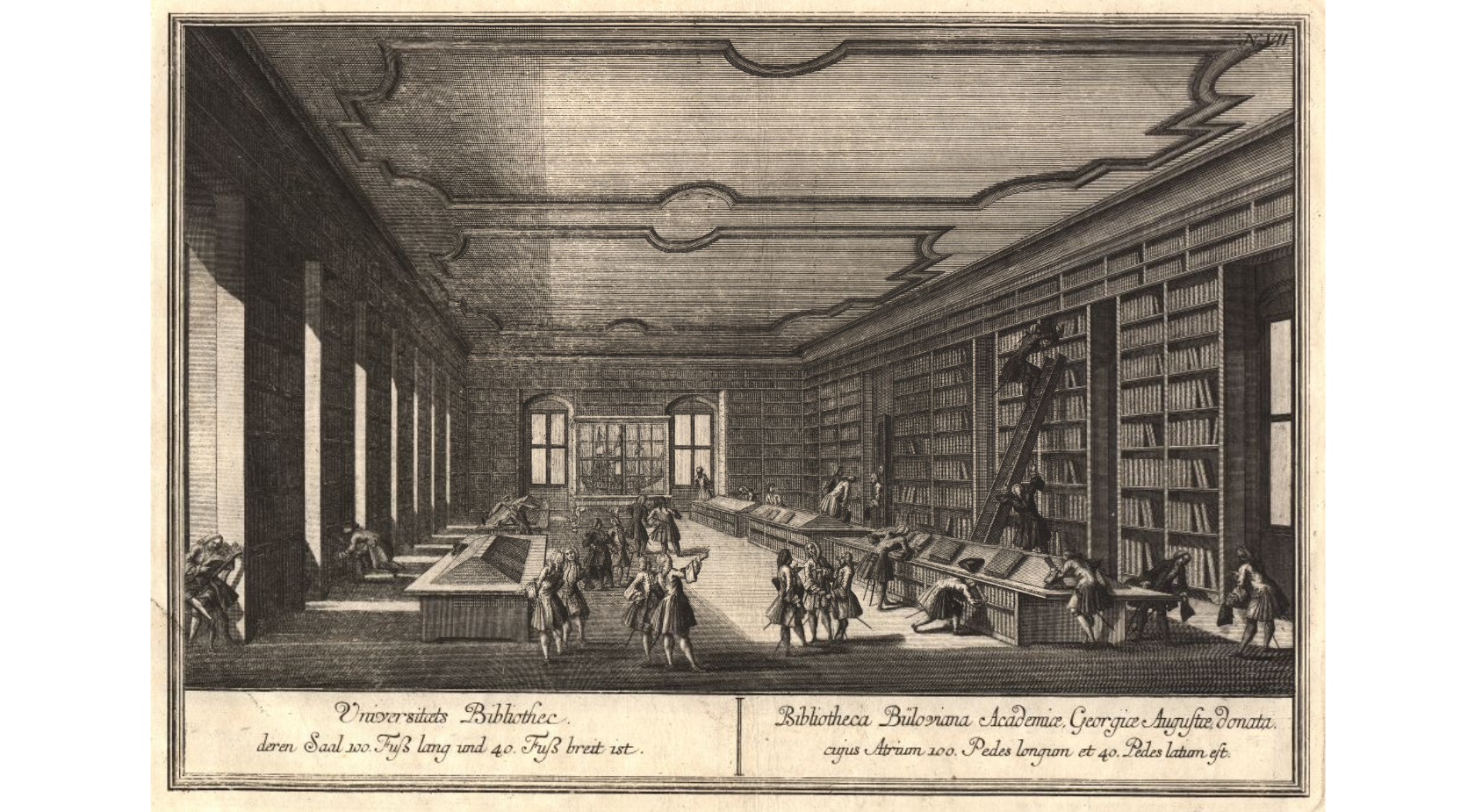
Bibliothekssaal im Kollegiengebäude, Kupferstich von 1747

Die Bibliothek wurde 1734 gegründet und war ursprünglich untergebracht in dem 1735–1737 an der heutigen Prinzenstraße in der Göttinger Innenstadt erbauten ersten Kollegiengebäude, das auf Grundmauern eines als Gymnasium umgenutzten vormaligen Dominikanerklosters (Paulinerkloster) entstand. Die Bibliotheksnutzung in dem Neubau erfolgte dort zunächst im Obergeschoss des Westflügels. Ein 1747 von Georg Daniel Heumann geschaffener Kupferstich zeigt den großen Bibliothekssaal. In der Bildunterschrift wird die stützenfreie Grundfläche des Saals mit 40 auf 100 Fuß angegeben, was etwa 28,50 m auf 11,40 m, d. h. rund 325 m² Fläche entspricht.

Der Kurator der 1737 eröffneten Universität Gerlach Adolph Freiherr von Münchhausen konnte Johann Matthias Gesner als ersten Bibliotheksdirektor gewinnen und die umfangreiche Privatbibliothek von Joachim Hinrich von Bülow (1650–1724) als Grundstock einwerben (unter der Bedingung, dass die Göttinger Universitätsbibliothek dauerhaft den Namen Bibliotheca Buloviana tragen solle, was heute nicht mehr der Fall ist). Somit besaß die Bibliothek bereits im Jahre 1734 einen soliden Grundbestand von etwa 12.000 Bänden aus allen Wissensgebieten. Früh begann die Bibliothek, einem für die Bibliotheksgeschichte bedeutenden Konzept zu folgen: Die Bestände waren für den wissenschaftlichen Gebrauch bestimmt, die einzelnen Titel wurden daher nicht nach dem Kriterium des Schauwertes erworben, sondern nach deren Inhalt, und es wurde ein regelmäßiger Erwerbungsetat festgeschrieben. Durch ihren planmäßigen Bestandsaufbau galt die Bibliothek schnell als eine der bedeutendsten in Deutschland und als Prototyp einer modernen Universitätsbibliothek. Die Bestände wurden durch ein umfangreiches Katalogsystem erschlossen.

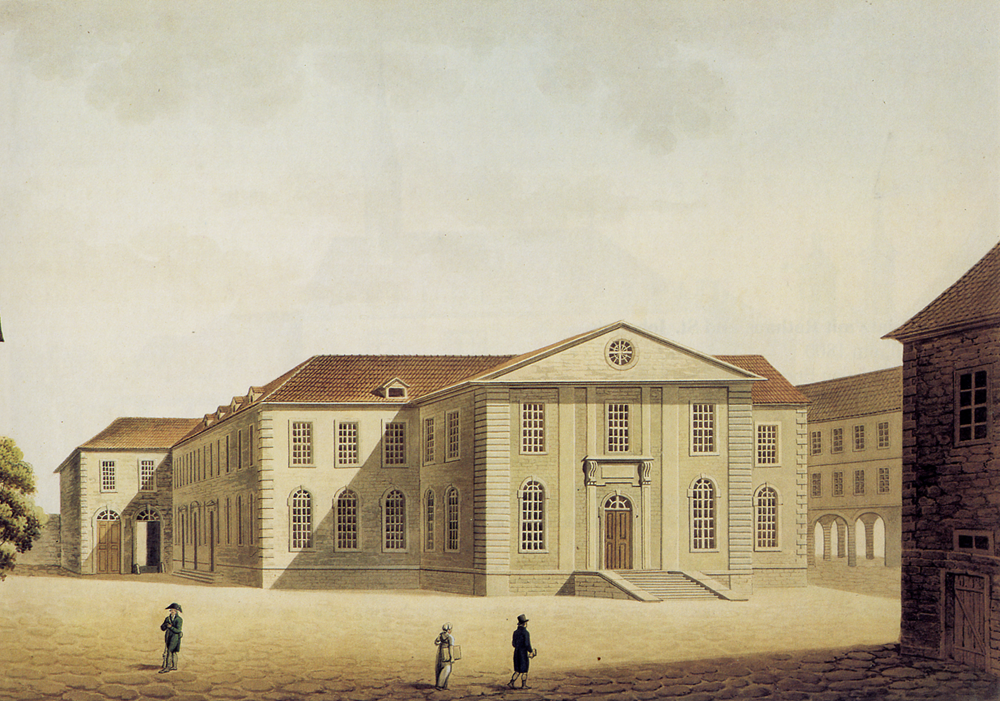
Kollegien- und Bibliotheksgebäude, um 1800

Langjähriger Leiter (von 1763 bis 1812) war Christian Gottlob Heyne, zugleich Professor für Klassische Philologie. Heyne führte die Bibliothek rasch zu einer überregional wichtigen und beispielhaften Einrichtung. Er organisierte eine Fernleihe für auswärtige Gelehrte und beschaffte neben deutschen Neuerscheinungen auch über Korrespondenzen mit anderen Gelehrten Literatur des Auslands, nicht nur französische, englische und amerikanische, sondern auch arabische und orientalische Literatur. Bei Heynes Amtsantritt hatte die Bibliothek einen Bestand von 60.000 Bänden. Bei seinem Tod hatte er sich auf 200.000 Bände vergrößert. Zum Vergleich: Der Bestand der Universitätsbibliothek Halle zählte 1795 lediglich 20.000 Bände. Seit dem 18. Jahrhundert wurde das ursprüngliche Göttinger Bibliotheksgebäude durch An- und Ausbauten erweitert, so z. B. 1812 durch den Einbezug in den oberen Saal der zuvor als Universitätskirche genutzten Paulinerkirche.

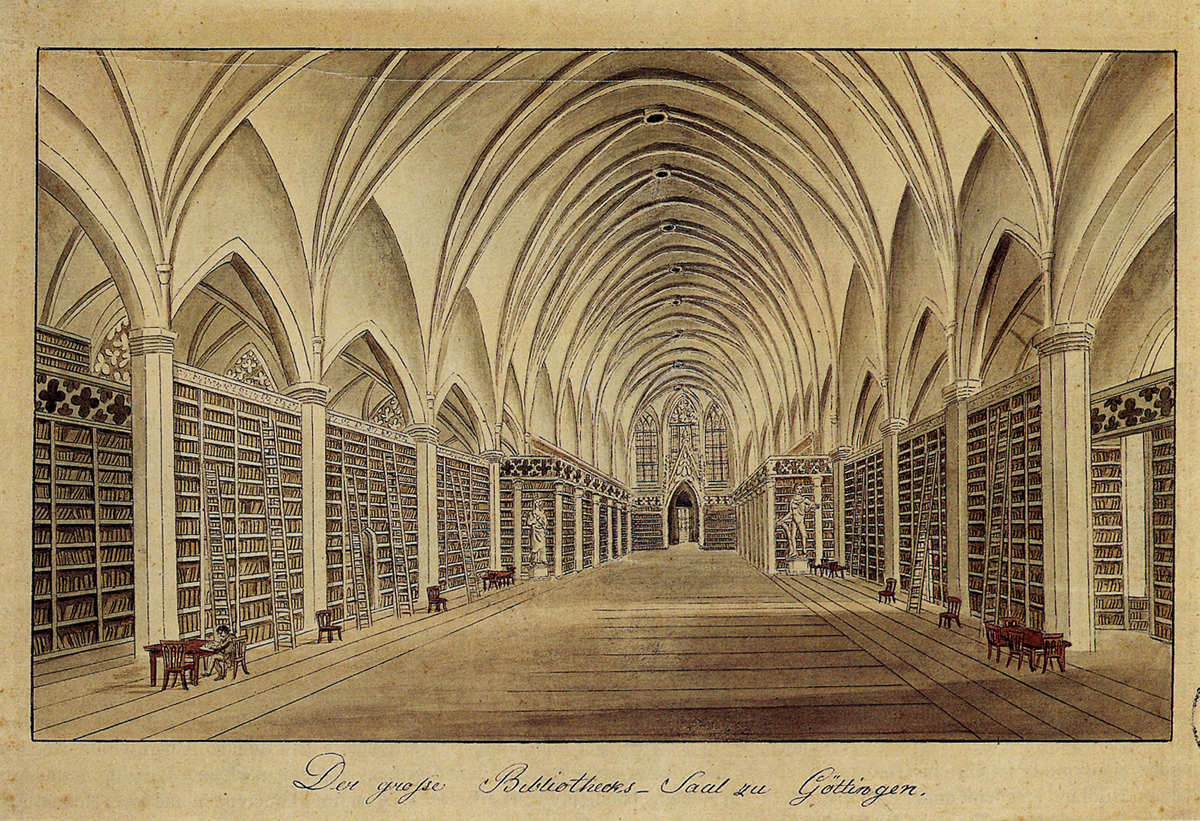
Blick in den Historischen Saal (Paulinerkirche). Friedrich Besemann (1796–1854) zugeschriebene Federzeichnung (um 1820)

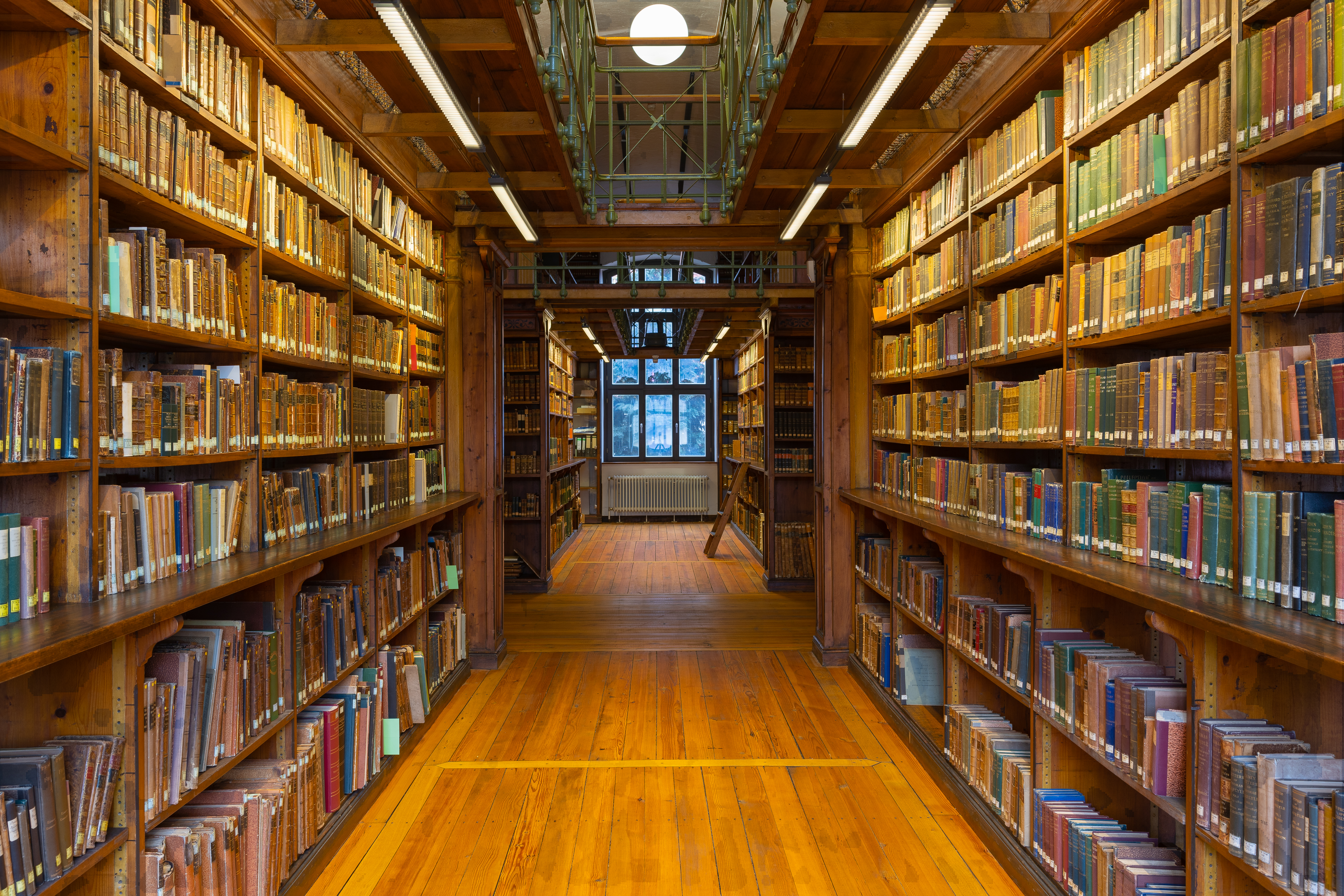
Heyne-Saal (2022)

Im 19. Jahrhundert stagnierte die Entwicklung der Bibliothek (nach Errichtung des Königreichs Hannover nunmehr „Königliche Universitätsbibliothek“ genannt) aufgrund des unzureichenden Etats. Berühmteste Bibliothekare dieser Epoche waren von 1830 bis 1837 die Brüder Jacob und Wilhelm Grimm.
1866 in die Trägerschaft Preußens übergegangen, wurde die Bibliothek seit Ende des 19. Jahrhunderts in das sich entwickelnde System der überregionalen Literaturversorgung (verteilter Bestandsaufbau, Preußischer, später Deutscher, Gesamtkatalog, Fernleihe) aufgenommen. Damit die Bibliothek diesen Aufgaben gerecht werden konnte, wurde zwischen 1878 und 1882 an der Prinzenstraße ein großer Erweiterungsbau errichtet, in dem sich heute auch der nach Christian Gottlob Heyne benannte Heyne-Saal befindet. Der zeitgemäße Baustil dieses Baukörpers setzte sich in seiner historisierenden Architektur deutlich von den bisherigen klassizistischen Bauten ab und wies im Inneren auch preußische Kappendecken auf. Er steht bis heute auf dem großzügigen Vorhof des alten Kollegien- und Bibliotheksgebäudes in der Göttinger Altstadt. Der Gebäudekomplex wurde zuletzt 1916 erweitert durch einen Bau für Magazinbestände.
1992 wurde ein von dem Architekten Eckhard Gerber entworfener Neubau, die Zentralbibliothek, auf dem nördlich an Auditorium und Altstadt angrenzenden Campus der Universität am Platz der Göttinger Sieben nach mehrjähriger Bauzeit eingeweiht. Der Baukörper ist im Grundriss an eine sich in Richtung Altstadt öffnende Hand angelehnt. Die Stockwerke für das Magazin liegen unterhalb der Erdoberfläche. Im Nordwesten bildet eine Rotunde den Eingangsbereich der Zentralbibliothek. Glasfassaden kennzeichnen die Südseite des Bauwerks mit dem Lesesaal. Dort ist seither auch die Verbundzentrale des Gemeinsamen Bibliotheksverbundes (GBV) untergebracht.
Der Historisches Gebäude genannte Gebäudekomplex am ursprünglichen Standort an der Prinzenstraße und am Papendiek beherbergt seit 1992 die Spezialsammlungen der Bibliothek. Zudem ist dort eine Werkstatt für Restaurierungen von Büchern untergebracht. Die Paulinerkirche wird für Ausstellungen und Veranstaltungen genutzt.
Außerdem gibt es mehrere auf das Stadtgebiet verteile Fachbereichsbibliotheken.
Zwischen den 1920er Jahren und 2015 betreute die Bibliothek zahlreiche Sondersammelgebiete, neben weiteren Fächern z. B. auch den angloamerikanischen Kulturraum, in dessen Rahmen die Virtuelle Fachbibliothek Anglo-Amerikanischer Kulturraum entwickelt wurde. Ihr Exemplar der Gutenberg-Bibel, eine von vier weltweit bekannten vollständigen Pergamentausgaben, wurde 2001 in das UNESCO-Weltdokumentenerbe aufgenommen. 2002 wurde die SUB Göttingen als Bibliothek des Jahres ausgezeichnet.

## Direktoren
- 1734–1761: Johann Matthias Gesner
- 1761–1763: Johann David Michaelis

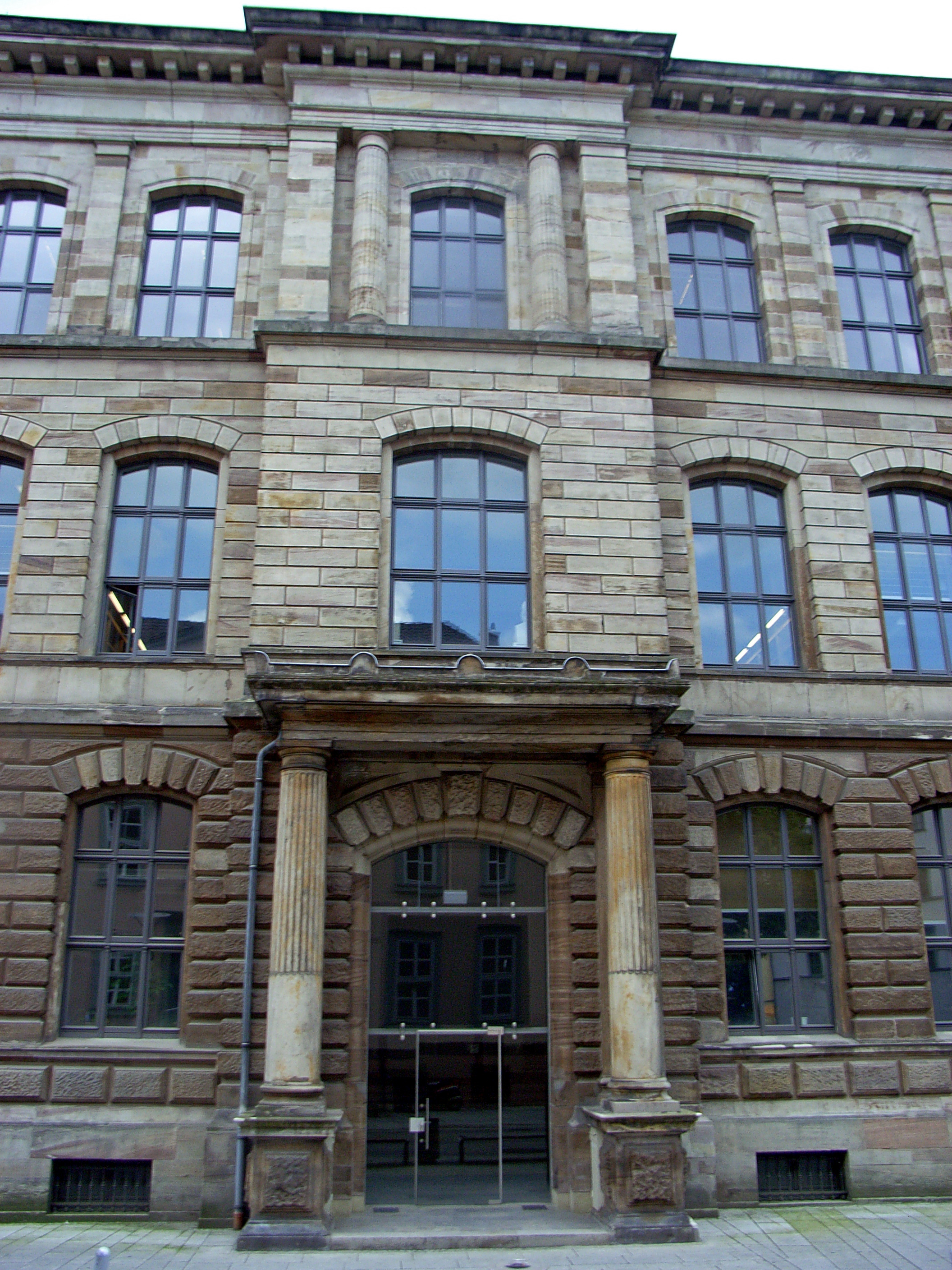
Erweiterungsbau, errichtet 1878–1882, heute als Prinzenstraßengebäude bezeichnet

- 1763–1812: Christian Gottlob Heyne
- 1812–1837: Jeremias David Reuss
- 1838–1844: Georg Friedrich Benecke
- 1845–1875: Karl Hoeck
- 1875–1886: August Wilmanns
- 1886–1903: Karl Dziatzko
- 1903–1920: Richard Pietschmann
- 1921–1932: Richard Fick
- 1933–1935: Josef Becker
- 1935–1958: Karl Julius Hartmann
- 1958–1962: Wilhelm Martin Luther
- 1963–1974: Wilhelm Grunwald
- 1974–1990: Helmut Vogt
- 1990–2006: Elmar Mittler
- 2006–2013: Norbert Lossau
- 2014–2023: Wolfram Horstmann
- 2023: Kathrin Brannemann (kommissarisch)[10]
- Seit 2024: Thomas Kaufmann

## Bestand
Die Niedersächsische Staats- und Universitätsbibliothek Göttingen verfügt derzeit über einen Bestand von rund 9 Millionen Medieneinheiten, darunter rund 5,9 Millionen Bände, 1,6 Millionen Mikroformen, 50.000 lizenzierte elektronische Zeitschriften sowie 126.000 weitere digitale Bestände, 327.000 Karten und Pläne sowie mehr als 14.000 Handschriften, 3.100 Inkunabeln und 400 Nachlässe (Stand: Ende 2016).

## Standorte
Gründungs- und Zentralstandorte

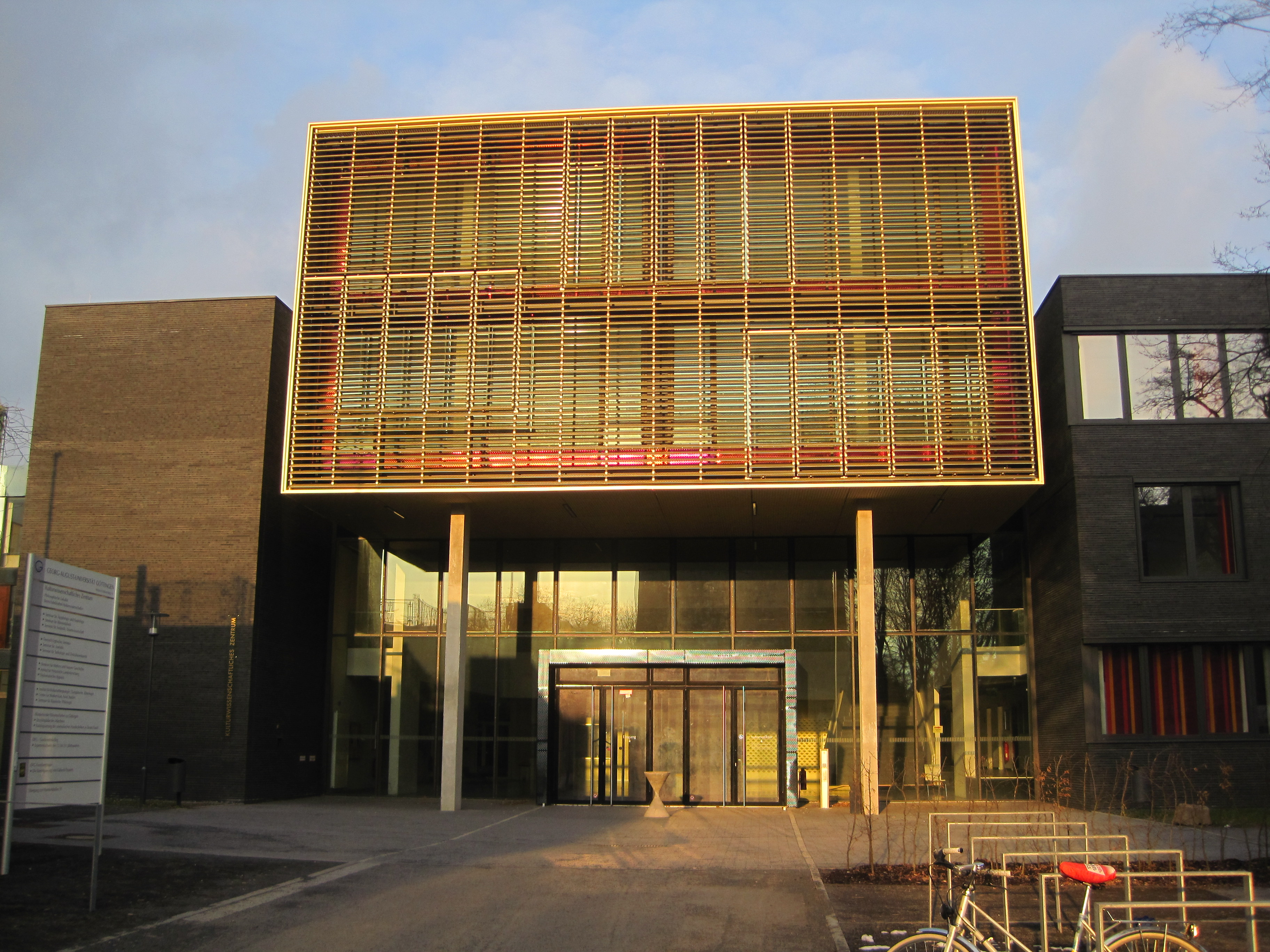
Bereichsbibliothek Kulturwissenschaften

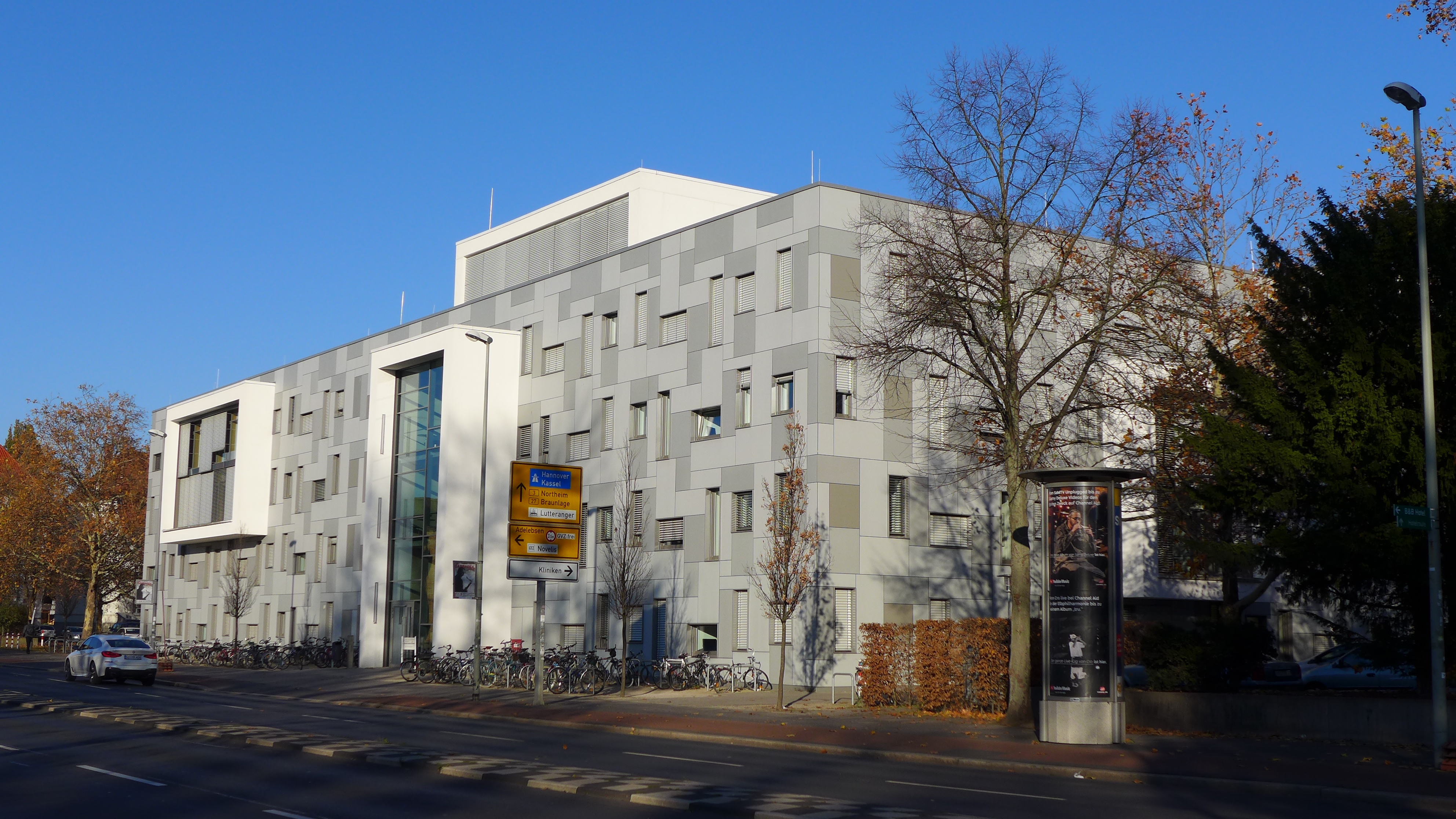
Lern- und Studiengebäude

- Zentralbibliothek (ZB) (am Platz der Göttinger Sieben)
- Historisches Gebäude (HG), Kurzbezeichnung für den Gebäudekomplex von Prinzenstraßengebäude, Kollegiengebäude und Paulinerkirche in der Göttinger Innenstadt (Prinzenstraße 1, Papendiek 14)

Bereichsbibliotheken
- Bereichsbibliothek Forstwissenschaften (BBF) (am Nordcampus bei Weende)
- Bereichsbibliothek Physik (BBP) (am Nordcampus bei Weende)
- Bereichsbibliothek Kulturwissenschaften (BBK) (im Quartier östlich der Zentralbibliothek)
- Bereichsbibliothek Medizin (BBM) (im Klinikum der Universitätsmedizin Göttingen)
- Bibliothek Waldweg (für die Fachgebiete Fachdidaktik, Erziehungswissenschaft, Psychologie und Sport) (im Quartier östlich der Zentralbibliothek)
- Bereichsbibliothek Wirtschafts- und Sozialwissenschaften (BBWiSo) (im Oeconomicum am Platz der Göttinger Sieben)

weiterer Standort (Betrieb durch die SUB Göttingen)
- Lern- und Studiengebäude der Universität Göttingen (am Platz der Göttinger Sieben)

## Sammlungen im Historischen Gebäude
Im Rahmen der Sammlung Deutscher Drucke sammelt die SUB Göttingen Publikationen des 18. Jahrhunderts.
- Abteilung Spezialsammlungen und Bestandserhaltung
  - Handschriften, Nachlässe, Inkunabeln, Lutherdrucke, Seltene und Alte Drucke, Porträts
(darunter als Zimelien: Silhouetten-Sammlung Schubert)
  - Zentralarchiv deutscher Mathematiker-Nachlässe
  - Sammlung Deutscher Drucke 1701–1800
  - Kartensammlung

## Aktivitäten
Seit 1997 unterhält die SUB Göttingen das Göttinger Digitalisierungszentrum. Die SUB Göttingen betreibt zudem den hochschuleigenen Universitätsverlag Göttingen, der seit seiner Gründung im Jahre 2003 stetig expandiert und sich dem Open-Access-Prinzip verpflichtet fühlt. 2004 wurde die Abteilung Forschung und Entwicklung gegründet, die an der Entwicklung neuer Angebote wie dem Aufbau von virtuellen Forschungsumgebungen und Infrastrukturen für wissenschaftliche Daten und Dienste maßgeblich beteiligt ist.
Sie betreut die Fachinformationsdienste Mathematik (seit 2015, mit der Technischen Informationsbibliothek Hannover), Anglo-American Culture (seit 2016, mit der Bibliothek des John-F.-Kennedy-Institut der Freien Universität Berlin), Geowissenschaften der festen Erde (seit 2016, mit dem Deutschen Geoforschungszentrum Potsdam) und Finnisch-ugrische / uralische Sprachen, Literaturen und Kulturen (seit 2017). Sie koordiniert den Aufbau eines bundesweiten Kompetenzzentrums für die Lizenzierung elektronischer Ressourcen, an dem neben der SUB Göttingen die Staatsbibliothek zu Berlin – Preußischer Kulturbesitz und die Verbundzentrale des Gemeinsamen Bibliotheksverbundes beteiligt sind. Diese Verbundzentrale übernahm 2020 auch BARTOC.
Seit 2014 betreibt die SUB Göttingen gemeinsam mit der Gesellschaft für wissenschaftliche Datenverarbeitung mbH Göttingen (GWDG) die Göttingen eResearch Alliance. Sie koordiniert das Verbundprojekt DARIAH-DE zum Aufbau geistes- und kulturwissenschaftlicher Forschungsinfrastrukturen in Deutschland und unterstützt die konsortiale Etablierung von europa- und weltweit vernetzten Open-Access-Forschungsinfrastrukturen (OpenAIRE 2020, COAR e. V.).

## Schenkungen
Die heutigen Bestände der Bibliothek sind teilweise auch Schenkungen von Förderern und Mäzenen. Ebenso löste das bereits im 18. Jahrhundert erlangte Ansehen der Universität Göttingen ein Mäzenatentum ihrer Alumni aus. So errichtete der amerikanische Bankier John Pierpont Morgan 1912 mit 50.000 US-$ eine Stiftung, die bis 1967 den Ankauf angelsächsischer Literatur ermöglichte. Zudem werden zahlreiche übergebene Wissenschaftler-Nachlässe verwaltet.